# 2024 год в литературе

## События

### Мероприятия
- 5 февраля — День Рунеберга (вручение ежегодной литературной премии).
- 12—14 марта — Лондонская книжная ярмарка[англ.].
- 21 марта — Всемирный день поэзии.
- 21—24 марта — Лейпцигская книжная ярмарка.
- 21—23 апреля — Парижский книжный салон[вд].
- 23 апреля — Всемирный день книг и авторского права.
- 16-19 мая — XIX Санкт-Петербургский международный книжный салон[1].
- 24-26 мая — 39-й Литературно-фольклорный праздник «Шолоховская весна»[2][3].
- 20 апреля — XIII «Всеросийская международная акция Библионочь»[4].
- июнь — X книжный фестиваль «Красная площадь».
- сентябрь — Международная книжная ярмарка в Турку.
- 6-8 сентября — VII Ереванский книжный фестиваль[5].
- октябрь — 76-я Франкфуртская книжная ярмарка.
- октябрь — Хельсинкская книжная ярмарка.

### Юбилеи
- 9 марта — 210-летние со дня рождения Тараса Шевченко, украинского поэта.
- 19 апреля — 200-летие со дня смерти лорда Байрона, британского писателя.
- 22 апреля — 300-летие со дня рождения Иммануила Канта, немецкого философа.
- 1 мая — 100-летие со дня рождения Виктора Астафьева, советского и российского писателя.
- 9 мая — 100-летие со дня рождения Булата Окуджавы, советского и российского поэта, писателя и автора песен.
- 3 июня — 100-летие со дня смерти Франца Кафки, австрийского писателя.
- 6 июня — 225-летие со дня рождения Александра Пушкина, русского поэта.
- 27 июля — 200-летие со дня рождения Александра Дюма-сына, французского писателя.
- 3 августа — 100-летие со дня смерти Джозефа Конрада, британского писателя польского происхождения.
- 30 сентября — 100-летие со дня рождения Трумэна Капоте, американского писателя.
- 12 октября — 100-летие со дня смерти Анатоля Франса, французского писателя, лауреата Нобелевской премии по литературе.
- 15 октября — 210-летие со дня рождения Михаила Лермонтова, русского поэта.
- 19 декабря — 100-летие со дня рождения Мишеля Турнье, французского писателя.